# Route nationale 1 (Rwanda)
Pour les articles homonymes, voir Route nationale 1.
La route nationale 1 (N1) est une route du Rwanda allant de Kigali à  Butare puis à la frontière entre le Burundi et le Rwanda.
La RN1 relie Kigali au Burundi, se connectant à la N1 à Bujumbura. C'est donc la principale liaison entre les deux capitales. La RN1 a une section est-ouest de Kigali à Muhanga et une section nord-sud plus loin à la frontière avec le Burundi à Akanyaru.
À Kigali, elle croise la NR3, NR4 et la NR5.
Elle mesure 158 km.

## Tracé
- Kigali
- Muhanga
- Butare
- Akanyaru